# Anne Gabriel de Boulainvilliers
Pour les articles homonymes, voir Boulainvilliers.
Anne Gabriel Henri Bernard, marquis de Boulainvilliers, seigneur de Passy, Glisolles, Saint-Aubin, Vreignené, né le 10 décembre 1724 et mort le 24 juin 1798, est un conseiller du Roi, président du Parlement et dernier prévôt de Paris de 1766 à 1792, conservateur des privilèges de l'université de Paris, lecteur de la chambre du Roi, grand prévôt et maître des cérémonies de l'ordre de Saint-Louis, lieutenant du Roi et gouverneur de l'Île-de-France en 1775.

## Biographie
Anne Gabriel Bernard de Boulainvilliers est le fils de Gabriel Bernard, comte de Rieux, et de Suzanne Marie Henriette de Boulainvilliers, sa seconde épouse. 
Il est le petit-fils du banquier et financier Samuel Bernard, celui aussi de l'écrivain et historien Henri de Boullainvilliers.
Dans la succession de son père, décédé en 1745, il recueille la terre et seigneurie de Glisolles, dont il fait reconstruire le château, de 1746 à 1752 . Il hérite aussi de l'hôtel familial des Bernard, à Paris, rue Notre-Dame des Victoires.
Il en recueille aussi le château de Passy, près de Paris, qui prend avec lui le nom de Boulainvilliers. Tout d'abord, il n'habite pas cette demeure, préférant la louer en 1747 au fermier général Le Riche de La Popelinière, jusqu'à la mort de celui-ci, en 1762. Il y réside alors avec sa famille jusqu'en 1769, où il la loue au duc de Penthièvre, jusqu'à la mort de ce dernier, en 1793. 
Procédurier, Il passait dans la société pour un avare fastueux . 
Il est reçu conseiller à la 2e chambre des enquêtes du Parlement de Paris, le 9 décembre 1744, avant de devenir président de cette chambre le 19 août 1749.
Nommé prévôt de Paris en 1766, il exerce cette charge jusqu'à sa suppression, en 1792, avec les pouvoirs de police, de justice et administratifs qu'elle lui donne, en tant que prérogatives royales.
Il est aussi lieutenant pour le roi de la province d'Ile de France et grand-maître des cérémonies de l'ordre royal et militaire de Saint-Louis.
En 1785, il vend au roi Louis XVI l'hôtel familial de la rue Notre-Dame des Victoires, ancienne demeure de son grand-père Samuel Bernard. Le roi l'affecte aux Messageries royales.
Il termine son existence dans une demeure qu'il se fait construire en 1784 par l'architecte Le Carpentier, sur l'actuel 9 rue Bergère, à Paris . 
Lors de la Révolution française, il n'émigre pas et prête le serment de liberté et d'égalité.
En 1792, sa fonction de prévôt de Paris est supprimée. Il doit dès cette année-là, fournir des documents prouvant qu'il réside toujours à Paris. 
En juin 1793, le régime révolutionnaire de la Terreur le place en résidence surveillée. Le 7 septembre suivant, il est arrêté et emprisonné dans la prison des Madelonnettes. Il séjourne ensuite à la pension Belhomme et à Picpus. 
Il parvient à échapper à la guillotine. En 1794, il vend le château de Passy.
Son nom est inscrit par erreur sur la liste des émigrés. Il est libéré le 12 octobre 1794 et ses biens placés sous séquestre lui sont restitués. Enfin, le 17 mars 1798, ils sont partagés entre la Nation et ses deux petits-enfants. 
Il meurt à Paris trois mois plus tard, le 24 juin 1798.

### Mariage et descendance
Anne Gabriel Bernard de Boulainvilliers se marie deux fois :
- Le 26 avril 1746 avec Madeleine Grimoard de Beauvoir du Roure (1730-1748).
- En septembre 1748 avec Adrienne Marie-Madeleine Ulphe d'Hallencourt de Boullainvilliers (1725-1781), fille unique de Louis Joseph Maximilien d'Hallencourt, seigneur de Boulainvilliers, Vraignes, et de Marie Adrienne Picquet. .

De son deuxième mariage, il a deux fils morts en bas âge et trois filles : 
- Bonne Marie Gabrielle Bernard de Boullainvilliers (Paris, paroisse Saint Eustache, 11 novembre 1752 - 1829), mariée en 1770 avec Emmanuel-Henri-Charles de Crussol, marquis de Florensac, lieutenant-général des armées du roi, député de la Noblesse du Baillage de Bar sur Aube aux Etats-généraux de 1789, émigré, chevalier des ordres de Saint-Louis, de Notre-Dame du Mont-Carmel et de Saint-Lazare (1741-1818), sans postérité [4]
- Adrienne Marie Gabrielle Bernard de Boullainvilliers, mariée en 1773 avec Léonor, vicomte de Faudoas, mestre de camp, chevalier de Saint-Louis (1737-1804), dont postérité [5] ;
- Anne Marie Louise Bernard de Boullainvilliers (1758-1781), mariée en 1779 avec Gaspard Paulin de Clermont Tonnerre, 4e duc de Clermont-Tonnerre (1750-1842), dont postérité [6].

## Pour approfondir